# Associazione Calcio Arezzo 2001-2002
Questa pagina raccoglie le informazioni riguardanti l'Associazione Calcio Arezzo nelle competizioni ufficiali della stagione 2001-2002.

## Rosa
| N. |                   | Ruolo | Calciatore           |
| -- | ----------------- | ----- | -------------------- |
|    | Italia (bandiera) | A     | Alfredo Aglietti     |
|    | Italia (bandiera) | C     | Paolo Agostini       |
|    | Italia (bandiera) | C     | Enrico Maria Amore   |
|    | Italia (bandiera) | C     | Fabrizio Arabia      |
|    | Italia (bandiera) | C     | Roberto Bacci        |
|    | Italia (bandiera) | A     | Massimiliano Benfari |
|    | Italia (bandiera) | D     | Giuseppe Bianchini   |
|    | Italia (bandiera) | C     | Andrea Bricca        |
|    | Italia (bandiera) | D     | Federico Buzzi       |
|    | Italia (bandiera) | D     | Francesco Cangi      |
|    | Italia (bandiera) | C     | Giovanni Caterino    |
|    | Italia (bandiera) | C     | Francesco Clementini |
|    | Italia (bandiera) | C     | Fabrizio Fioretti    |
|    | Italia (bandiera) | D     | Aldo Firicano        |
|    | Italia (bandiera) | P     | Marco Giannitti      |
|    | Italia (bandiera) | C     | Roy Giomarelli       |
|    | Italia (bandiera) | A     | Nunzio Lazzaro       |
|    | Italia (bandiera) | D     | Manolo Liberati      |

| N. |                      | Ruolo | Calciatore             |
| -- | -------------------- | ----- | ---------------------- |
|    | Italia (bandiera)    | D     | Peter Livon            |
|    | Italia (bandiera)    | P     | Massimo Lotti          |
|    | Venezuela (bandiera) | A     | Fernando Martínez      |
|    | Italia (bandiera)    | D     | Manuel Pasqual         |
|    | Italia (bandiera)    | C     | Giovanni Passiglia     |
|    | Italia (bandiera)    | A     | Yuri Pozzi             |
|    | Cile (bandiera)      | A     | Ricardo Queraltó       |
|    | Argentina (bandiera) | C     | Adrián Ricchiuti       |
|    | Italia (bandiera)    | C     | Pier Giovanni Rutzittu |
|    | Italia (bandiera)    | P     | Alessio Sarti          |
|    | Italia (bandiera)    | D     | Emanuele Simoni        |
|    | Italia (bandiera)    | C     | Gianluca Sordo         |
|    | Italia (bandiera)    | A     | Lorenzo Tarpani        |
|    | Italia (bandiera)    | C     | Emiliano Testini       |
|    | Argentina (bandiera) | A     | Juan Turchi            |
|    | Italia (bandiera)    | C     | Marco Vendrame         |
|    | Italia (bandiera)    | D     | Simone Venturi         |
|    | Italia (bandiera)    | P     | Paolo Ziliani          |

## Risultati

### Campionato

#### Girone di andata
| 2 settembre 2001 1ª giornata | Alzano Virescit | 3 – 0 | Arezzo |  |

| 9 settembre 2001 2ª giornata | Arezzo | 3 – 1 | Pisa |  |

| 16 settembre 2001 3ª giornata | Arezzo | 0 – 1 | Livorno |  |

| 23 settembre 2001 4ª giornata | Triestina | 3 – 2 | Arezzo |  |

| 30 settembre 2001 5ª giornata | Arezzo | 0 – 0 | Padova |  |

| 7 ottobre 2001 6ª giornata | Monza | 2 – 2 | Arezzo |  |

| 14 ottobre 2001 7ª giornata | Arezzo | 0 – 1 | Varese |  |

| 21 ottobre 2001 8ª giornata | Cesena | 3 – 0 | Arezzo |  |

| 28 ottobre 2001 9ª giornata | Arezzo | 1 – 4 | Lumezzane |  |

| 4 novembre 2001 10ª giornata | Spezia | 2 – 0 | Arezzo |  |

| 11 novembre 2001 11ª giornata | Arezzo | 0 – 1 | Treviso |  |

| 18 novembre 2001 12ª giornata | Lucchese | 2 – 1 | Arezzo |  |

| 25 novembre 2001 13ª giornata | Arezzo | 1 – 0 | Reggiana |  |

| 2 dicembre 2001 14ª giornata | Lecco | 1 – 2 | Arezzo |  |

| 9 dicembre 2001 15ª giornata | Arezzo | 3 – 1 | AlbinoLeffe |  |

| 16 dicembre 2001 16ª giornata | Carrarese | 1 – 1 | Arezzo |  |

| 23 dicembre 2001 17ª giornata | Arezzo | 1 – 2 | SPAL |  |

#### Girone di ritorno
| 6 gennaio 2002 18ª giornata | Arezzo | 2 – 0 | Alzano Virescit |  |

| 13 gennaio 2002 19ª giornata | Pisa | 4 – 2 | Arezzo |  |

| 20 gennaio 2002 20ª giornata | Livorno | 2 – 0 | Arezzo |  |

| 27 gennaio 2002 21ª giornata | Arezzo | 1 – 0 | Triestina |  |

| 3 febbraio 2002 22ª giornata | Padova | 2 – 1 | Arezzo |  |

| 10 febbraio 2002 23ª giornata | Arezzo | 4 – 2 | Monza |  |

| 17 febbraio 2002 24ª giornata | Varese | 1 – 0 | Arezzo |  |

| 3 marzo 2002 25ª giornata | Arezzo | 1 – 2 | Cesena |  |

| 10 marzo 2002 26ª giornata | Lumezzane | 3 – 2 | Arezzo |  |

| 17 marzo 2002 27ª giornata | Arezzo | 0 – 3 | Spezia |  |

| 24 marzo 2002 28ª giornata | Treviso | 0 – 0 | Arezzo |  |

| 30 marzo 2002 29ª giornata | Arezzo | 0 – 3 | Lucchese |  |

| 7 aprile 2002 30ª giornata | Reggiana | 0 – 0 | Arezzo |  |

| 14 aprile 2002 31ª giornata | Arezzo | 2 – 3 | Lecco |  |

| 21 aprile 2002 32ª giornata | AlbinoLeffe | 1 – 0 | Arezzo |  |

| 28 aprile 2002 33ª giornata | Arezzo | 2 – 1 | Carrarese |  |

| 5 maggio 2002 34ª giornata | SPAL | 3 – 3 | Arezzo |  |